# Запис клен код цркве (Браљина)
Запис клен код цркве (Браљина) се налази на парцели чији је власник Црквена општина Браљинска.

## Локација
| Општина             | Ражањ                                                            |
| Катастарска општина | Браљина                                                          |
| Потес               | Поље                                                             |
| Координате          | 43° 40′ 09″ С; 21° 28′ 20″ И / 43.6691° С; 21.472200000000001° И |
| Надморска висина    | 169m                                                             |

## Карактеристике
Дендрометријске вредности утврђене на терену и сателитским снимцима:
| Стабло                     | Клен |
| Висина стабла              | m    |
| Обим дебла                 | m    |
| Пречник крошње             | 17m  |
| Пречник дебла              | m    |
| Висина дебла до прве гране | m    |

## База записа
Запис је у оквиру Викимедија пројекта "Запис - Свето дрво" заведен под редним бројем 0657.